# João Fernandes Lavrador
Pour les articles homonymes, voir Fernandes et Lavrador.
João Fernandes (1453-1501), dit João Fernandes Lavrador (« le propriétaire terrien »), est un explorateur portugais du XVe siècle.

## Biographie
Né à Terceira aux Açores, fermier, on lui attribue la première expédition à Terre-Neuve et sur la péninsule de Labrador (1490-1491). En 1491-1492, il visite l'Islande et le Groenland et, en 1497, participe au second voyage de Jean Cabot durant lequel il cartographie les côtes du Groenland et l'extrémité nord-est de l'Amérique du Nord. Le territoire du Labrador est vraisemblablement nommé d'après lui.
En 1501, il part de Bristol pour un nouveau voyage avec des marchands portugais et anglais en direction de l'Amérique du Nord. L'expédition disparaît sans laisser la moindre trace.